# 哈桑 (滨海边疆区)
哈桑（羅馬化：Khasan）是俄罗斯联邦滨海边疆区哈桑区行政中心，位于图们江中國-北韓-俄羅斯三國交界處附近。建立于1959年，2023年人口469。距离该地最近的中国城镇为防川，北韓为豆滿江洞。